# レミー・グロッソ
レミー・グロッソ（Remy Grosso、1988年12月4日 - ）は、フランスの元ラグビー選手。

## プロフィール
- フランス・リヨン出身。
- ポジションはウィング(WTB)。
- 身長 190cm、体重 102kg
- フランス代表通算キャップ数は5でラグビーワールドカップ2015のフランス代表に選ばれた[1]。

## 略歴
リヨンOU、カストル・オランピックを経て、2017年、ASMクレルモンに加入。 
2020年、リヨンOUに復帰。
2021年、現役を引退した。